# Short track na Zimowych Igrzyskach Olimpijskich 2014
Short track na Zimowych Igrzyskach Olimpijskich 2014 – rywalizacja w short tracku podczas Zimowych Igrzysk Olimpijskich 2014 w Soczi, przeprowadzona w dniach 10–21 lutego 2014 roku.
Zawodnicy i zawodniczki wystąpili w czterech męskich i w czterech kobiecych konkurencjach: biegach na 500 m, 1000 m i 1500 m oraz sztafetach (na 3000 m kobiet i na 5000 m mężczyzn). Łącznie rozdanych zostało osiem kompletów medali. Zawody zorganizowano na obiekcie Dworiec zimniego sporta Ajsbierg w Soczi.

## Terminarz
| Data      | Konkurencja                      | Konkurencja | Godzina                 |
| --------- | -------------------------------- | ----------- | ----------------------- |
| 10 lutego | Sztafeta na 3000 metrów kobiet   | Eliminacje  | 13:45 UTC+4 / 10:45 CET |
| 10 lutego | Bieg na 500 metrów kobiet        | Eliminacje  | 13:45 UTC+4 / 10:45 CET |
| 10 lutego | Bieg na 1500 metrów mężczyzn     | Finał       | 13:45 UTC+4 / 10:45 CET |
| 13 lutego | Sztafeta na 5000 metrów mężczyzn | Eliminacje  | 14:00 UTC+4 / 11:00 CET |
| 13 lutego | Bieg na 1000 metrów mężczyzn     | Eliminacje  | 14:00 UTC+4 / 11:00 CET |
| 13 lutego | Bieg na 500 metrów kobiet        | Finał       | 14:00 UTC+4 / 11:00 CET |
| 15 lutego | Bieg na 1500 metrów kobiet       | Finał       | 14:00 UTC+4 / 11:00 CET |
| 15 lutego | Bieg na 1000 metrów mężczyzn     | Finał       | 14:00 UTC+4 / 11:00 CET |
| 18 lutego | Bieg na 1000 metrów kobiet       | Eliminacje  | 13:30 UTC+4 / 10:30 CET |
| 18 lutego | Bieg na 500 metrów mężczyzn      | Eliminacje  | 13:30 UTC+4 / 10:30 CET |
| 18 lutego | Sztafeta na 3000 metrów kobiet   | Finał       | 13:30 UTC+4 / 10:30 CET |
| 21 lutego | Bieg na 1000 metrów kobiet       | Finał       | 20:30 UTC+4 / 17:30 CET |
| 21 lutego | Bieg na 500 metrów mężczyzn      | Finał       | 20:30 UTC+4 / 17:30 CET |
| 21 lutego | Sztafeta na 5000 metrów mężczyzn | Finał       | 20:30 UTC+4 / 17:30 CET |

## Zestawienie medalistów
| Konkurencja | Złoto                                                                           | Wynik    | Srebro                                                                                 | Wynik    | Brąz                                                                         | Wynik    |
| Mężczyźni   |                                                                                 |          |                                                                                        |          |                                                                              |          |
| 500 metrów  | Wiktor Ahn                                                                      | 41,312   | Wu Dajing                                                                              | 41,516   | Charle Cournoyer                                                             | 41,617   |
| 1000 metrów | Wiktor Ahn                                                                      | 1:25,325 | Władimir Grigorjew                                                                     | 1:25,399 | Sjinkie Knegt                                                                | 1:25,611 |
| 1500 metrów | Charles Hamelin                                                                 | 2:14,985 | Han Tianyu                                                                             | 2:15,055 | Wiktor Ahn                                                                   | 2:15,062 |
| Sztafeta    | Rosja · Wiktor Ahn · Siemion Jelistratow · Władimir Grigorjew · Rusłan Zacharow | 6:42,100 | Stany Zjednoczone · Eddy Alvarez · J.R. Celski · Christopher Creveling · Jordan Malone | 6:42,371 | Chiny · Chen Dequan · Han Tianyu · Shi Jingnan · Wu Dajing                   | 6:48,341 |
| Kobiety     |                                                                                 |          |                                                                                        |          |                                                                              |          |
| 500 metrów  | Li Jianrou                                                                      | 45,263   | Arianna Fontana                                                                        | 51,250   | Park Seung-hi                                                                | 54,207   |
| 1000 metrów | Park Seung-hi                                                                   | 1:30,761 | Fan Kexin                                                                              | 1:30,811 | Shim Suk-hee                                                                 | 1:31,027 |
| 1500 metrów | Zhou Yang                                                                       | 2:19,140 | Shim Suk-hee                                                                           | 2:19,239 | Arianna Fontana                                                              | 2:19,416 |
| Sztafeta    | Korea Południowa · Shim Suk-hee · Park Seung-hi · Kong Sang-jeong · Cho Ha-ri   | 4:09.498 | Kanada · Marie-Ève Drolet · Jessica Hewitt · Valérie Maltais · Marianne St-Gelais      | 4:10.641 | Włochy · Arianna Fontana · Lucia Peretti · Martina Valcepina · Elena Viviani | 4:14.014 |

## Wyniki

### Mężczyźni

#### 500 metrów
| Miejsce | Zawodnik         | Reprezentacja            | Czas     |
| ------- | ---------------- | ------------------------ | -------- |
| złoto   | Wiktor Ahn       | Rosja                    | 41,312   |
| srebro  | Wu Dajing        | Chińska Republika Ludowa | 41,516   |
| brąz    | Charle Cournoyer | Kanada                   | 41,617   |
| 4.      | Liang Wenhao     | Chińska Republika Ludowa | 1:13,590 |

#### 1000 metrów
| Miejsce | Zawodnik           | Reprezentacja            | Czas     |
| ------- | ------------------ | ------------------------ | -------- |
| złoto   | Wiktor Ahn         | Rosja                    | 1:25,325 |
| srebro  | Władimir Grigorjew | Rosja                    | 1:25,399 |
| brąz    | Sjinkie Knegt      | Holandia                 | 1:25,611 |
| 4.      | Wu Dajing          | Chińska Republika Ludowa | 1:25,772 |
| –       | Sin Da-woon        | Korea Południowa         | DSQ      |

#### 1500 metrów
| Miejsce | Zawodnik        | Reprezentacja            | Czas     |
| ------- | --------------- | ------------------------ | -------- |
| złoto   | Charles Hamelin | Kanada                   | 2:14,985 |
| srebro  | Han Tianyu      | Chińska Republika Ludowa | 2:15,055 |
| brąz    | Wiktor Ahn      | Rosja                    | 2:15,062 |
| 4.      | J.R. Celski     | Stany Zjednoczone        | 2:15,624 |
| 5.      | Chen Dequan     | Chińska Republika Ludowa | 2:15,626 |
| 6.      | Lee Han-bin     | Korea Południowa         | 2:16,466 |
| 7.      | Jack Whelbourne | Wielka Brytania          | DNF      |

#### Sztafeta
| Miejsce | Zawodnicy                | Reprezentacja                                                      | Czas        |
| ------- | ------------------------ | ------------------------------------------------------------------ | ----------- |
| złoto   | Rosja                    | Wiktor Ahn Siemion Jelistratow Władimir Grigorjew Rusłan Zacharow  | 6:42,100 OR |
| srebro  | Stany Zjednoczone        | Eddy Alvarez J.R. Celski Christopher Creveling Jordan Malone       | 6:42,371    |
| brąz    | Chińska Republika Ludowa | Chen Dequan Han Tianyu Shi Jingnan Wu Dajing                       | 6:48,341    |
| 4.      | Holandia                 | Daan Breeuwsma Niels Kerstholt Sjinkie Knegt Freek van der Wart    | 6:49,149    |
| 5.      | Kazachstan               | Abzal Azgalijew Ajdar Bekzanow Denis Nikisza Nurbergen Zumagazijew | 6:54,630    |

### Kobiety

#### 500 metrów
| Miejsce | Zawodniczka     | Reprezentacja            | Czas   |
| ------- | --------------- | ------------------------ | ------ |
| złoto   | Li Jianrou      | Chińska Republika Ludowa | 45,263 |
| srebro  | Arianna Fontana | Włochy                   | 51,250 |
| brąz    | Park Seung-hi   | Korea Południowa         | 54,207 |
| DSQ     | Elise Christie  | Wielka Brytania          | DSQ    |

#### 1000 metrów
| Miejsce | Zawodniczka   | Reprezentacja            | Czas     |
| ------- | ------------- | ------------------------ | -------- |
| złoto   | Park Seung-hi | Korea Południowa         | 1:30,761 |
| srebro  | Fan Kexin     | Chińska Republika Ludowa | 1:30,811 |
| brąz    | Shim Suk-hee  | Korea Południowa         | 1:31,027 |
| 4.      | Jessica Smith | Stany Zjednoczone        | 1:31,301 |

#### 1500 metrów
| Miejsce | Zawodniczka     | Reprezentacja            | Czas     |
| ------- | --------------- | ------------------------ | -------- |
| złoto   | Zhou Yang       | Chińska Republika Ludowa | 2:19,140 |
| srebro  | Shim Suk-hee    | Korea Południowa         | 2:19,239 |
| brąz    | Arianna Fontana | Włochy                   | 2:19,416 |
| 4.      | Jorien ter Mors | Holandia                 | 2:19,656 |
| 5.      | Emily Scott     | Stany Zjednoczone        | 2:39,436 |
| –       | Li Jianrou      | Chińska Republika Ludowa | DNF      |
| –       | Kim A-lang      | Korea Południowa         | DSQ      |

#### Sztafeta
| Miejsce | Reprezentacja            | Zawodniczki                                                        | Czas     |
| ------- | ------------------------ | ------------------------------------------------------------------ | -------- |
| złoto   | Korea Południowa         | Shim Suk-hee Park Seung-hi Kim A-lang Cho Ha-ri                    | 4:09,498 |
| srebro  | Kanada                   | Marie-Ève Drolet Jessica Hewitt Valérie Maltais Marianne St-Gelais | 4:10,641 |
| brąz    | Włochy                   | Arianna Fontana Lucia Peretti Martina Valcepina Elena Viviani      | 4:14,014 |
| –       | Chińska Republika Ludowa | Fan Kexin Li Jianrou Liu Qiuhong Zhou Yang                         | DSQ      |